# Raffaele Ulisse Barbolani
Il conte Raffaele Ulisse Barbolani (Chieti, 30 aprile 1818 – Palena, 17 ottobre 1900) è stato un diplomatico e giornalista italiano, Segretario generale del Ministero degli Affari Esteri (1867-1869) ed appassionato della cultura giapponese.

## Biografia

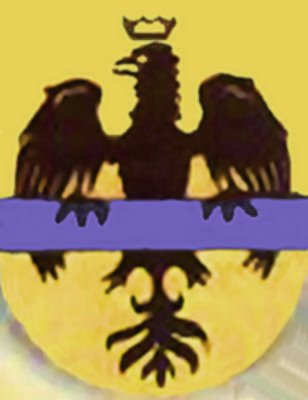
Stemma della famiglia Barbolani di Montauto

### Barbolani diplomatico del Regno delle Due Sicilie e giornalista liberale
Discendente da un ramo trasferitosi in Abruzzo della famiglia toscana Barbolani di Montauto, Raffaele Ulisse Barbolani entra nella diplomazia del Regno delle Due Sicilie nel 1847; contemporaneamente collabora per le notizie di politica estera con Il Nazionale, testata fondata nel febbraio del 1848  da Silvio Spaventa.  Il quotidiano rappresentava un punto di riferimento per la borghesia liberale ma era influente anche tra i conservatori ed i filo borbonici.

### La carriera diplomatica per il Regno d'Italia
Alla caduta del Regno delle Due Sicilie (1860), Barbolani, incaricato d'affari a Rio de Janeiro, è collocato a disposizione dal governo dittatoriale garibaldino. In seguito, è ammesso nella diplomazia del Regno d’Italia e prende servizio a Torino, al Ministero degli affari esteri. Nel 1863 è incaricato d'affari a Montevideo.
Dal 1867 al 1869 Ulisse Barbolani è nominato Segretario generale del Ministero degli Esteri dal Presidente del Consiglio e ministro ad interim Luigi Federico Menabrea; all'atto dell'insediamento del terzo governo Menabrea, tuttavia, è avvicendato nella carica da Alberto Blanc.
Successivamente Barbolani è inviato straordinario e ministro plenipotenziario a Costantinopoli e a Pietroburgo (1870-1876). Nel 1875, a Colledimacine – dove la sua famiglia possiede un antico palazzo - sposa Sofia Eugenia Giustina Teti. L'anno prima, a proprie spese, vi aveva fatto realizzare la torre campanaria della Chiesa di San Rocco, come risulta dall'apposita lapide.

### Barbolani in Giappone
Nel 1877, Raffaele Ulisse Barbolani è inviato come ministro plenipotenziario a Tokyo, dove rimane circa quattro anni. Barbolani riesce a gestire con intelligenza e abilità la visita del principe Tommaso di Savoia-Genova presso l'imperatore Meiji, conquistando la fiducia del governo giapponese e la simpatia della corte imperiale, tanto che, qualche anno dopo, un ministro giapponese dichiara che “nel classificare le potenze europee per rapporto alla simpatia di cui esse godono nel Giappone, l'Italia occupava il primo posto, la Russia il secondo e la Germania il terzo”.
Ad Ulisse Barbolani si deve la conservazione di una preziosa raccolta di fotografie del Giappone antico, scoperta alcuni anni fa a Pescara dalla studiosa Marisa Di Russo, e pubblicata dalla casa editrice giapponese Heibonsha 平凡社. La raccolta, trovata tra le carte del diplomatico, si presenta come una completa documentazione fotografica di tutto il paese. L'album raccoglie 1268 fotografie, distribuite per tutto il Giappone e perfettamente ordinate per regioni, città e quartieri, con l'indicazione scritta in giapponese e in francese, per ciascuna fotografia. Le immagini hanno restituito in maniera efficace un periodo in cui si andavano attuando i più grossi cambiamenti che la storia giapponese abbia conosciuto e che, diversamente, sarebbe rimasto privo di documentazione.
Raffaele Ulisse Barbolani  concluse la sua carriera diplomatica come ministro plenipotenziario a Monaco di Baviera.